# Joseph Hiester
Joseph Hiester, född 18 november 1752 i Berks County i Pennsylvania, död 10 juni 1832 i Reading i Pennsylvania, var en amerikansk politiker (demokrat-republikan). Han var ledamot av USA:s representanthus 1797–1805 och 1815–1820 samt Pennsylvanias guvernör 1820–1823.
Hiester var verksam som handelsman. I amerikanska frihetskriget avancerade han från kapten till överste.
Hiester efterträdde 1820 William Findlay som Pennsylvanias guvernör och efterträddes 1823 av John Andrew Shulze. Hiester avled 1832 och gravsattes på den reformerta kyrkans begravningsplats i Reading. Gravplatsen flyttades senare till Charles Evans Cemetery i Reading.